# Ferdinand Kitt

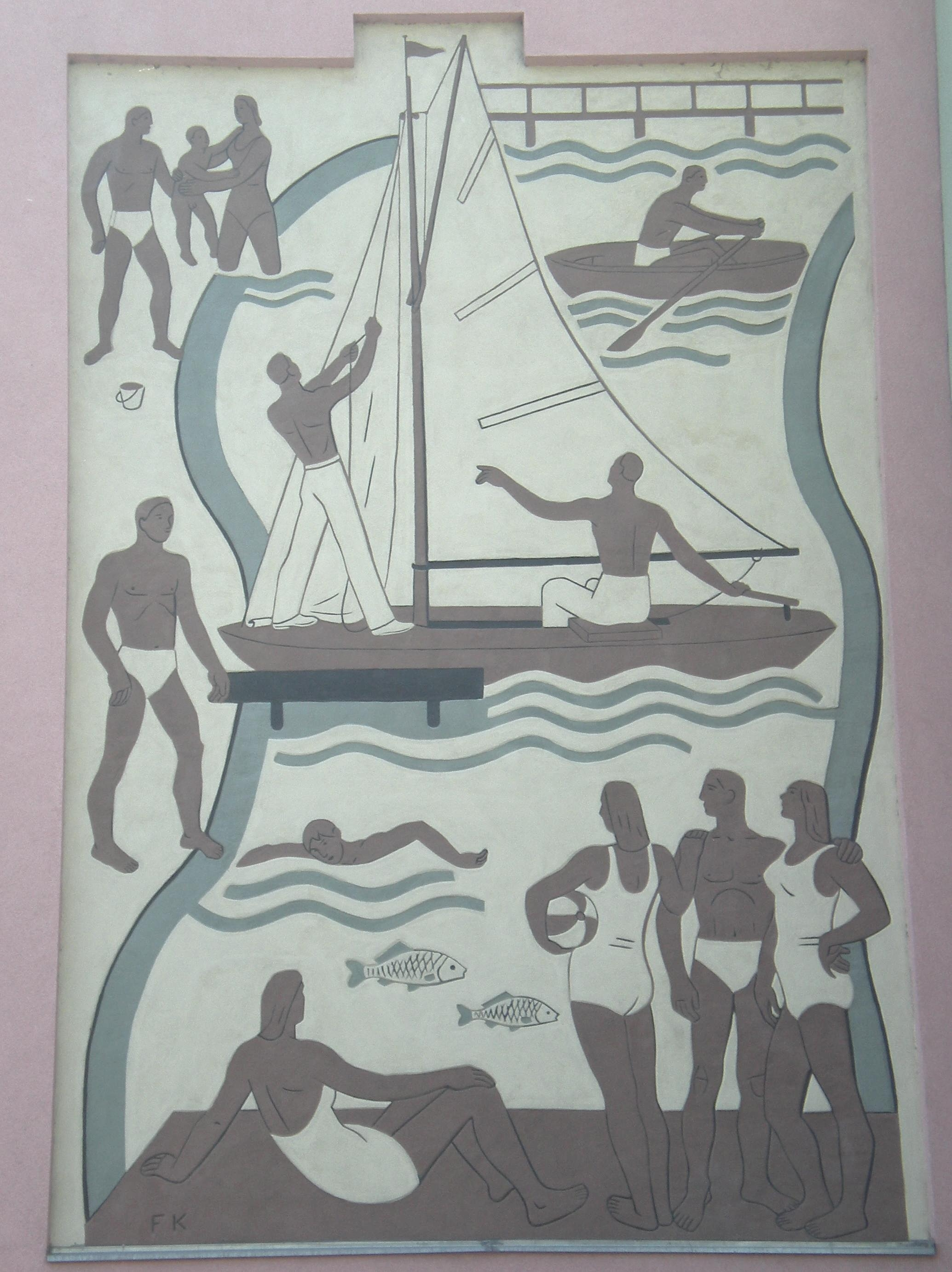
Sgraffito Alte Donau (1951/1952) von Ferdinand Kitt

Ferdinand Kitt (* 22. November 1887 in Wien; † 5. Februar 1961 ebenda) war ein österreichischer Maler.

## Leben
Kitt studierte bei Rudolf Bacher an der Akademie der bildenden Künste Wien von 1907 bis 1914, als er mit diesem und mit Josef Dobrowsky eine Italienreise machte. Im Jahre 1919 wurde er Mitglied der Wiener Secession, deren Präsident er von 1926 bis 1929 war. Die von Kitt initiierte Zinkenbacher Malerkolonie bestand von 1927 bis 1938. Von 1928 bis 1947 wirkte er als Professor an der Wiener Frauenakademie. In den Jahren des Krieges, in denen die Secession aufgelöst war, trat er dem Künstlerhaus Wien bei. Mit Neugründung der Wiener Secession im Jahre 1946 zählte Kitt erneut zu den Mitgliedern. Nach dem Krieg verließ er sein zerstörtes Atelier in Wien und zog endgültig nach Gschwand am Wolfgangsee. Kitt arbeitete vor allem in den Bereichen der Porträt-, Genre- und Landschaftsmalerei und als Entwurfzeichner für Bildteppiche und Sgraffiti. Sein Stil wurde als gemäßigter Expressionismus bezeichnet. Er wurde am Wiener Zentralfriedhof, Gruppe 70, Nr. 30, bestattet.

## Auszeichnungen
- 1960: Großer Österreichischer Staatspreis für Bildende Kunst